# Ойгаїнг
Ойгаї́нг, Ойкаїнг, Ой-кайинг (узб. Oygaying, Ойгайинг — спотворене кирг. «березова балка, долина беріз») — гірська річка в Бостанлицькому районі Ташкентської області Узбекистану, ліва складова річки Пскем.
У верхній течії має назву Шавурсай або Шабирсай (узб. Shovursoy, Шовурсой; Shobirs, Шобирс). Іноді Шавурсай розглядається як самостійна річка, тоді Ойгаїнг відлічується від злиття Шавурсая з річками Тюзашу і Тастарсай.

## Загальний опис
Довжина Ойгаїнга від витоків до злиття з Майданталом і утворення Пскема — 76 км, площа басейну становить 1102 км2. Живиться сезонними снігами, талими водами льодовиків і сніжників. Середньобагаторічна витрата води дорівнює 27,9 м3/с. При цьому 44—46 % річного стоку припадає на період від липня до вересня.
Заплава і річкові тераси добре виражені. За течією трапляється велика кількість морен, що залишилися від стародавніх льодовиків. В деяких місцях русло загачується великими валунами, утворюючи ділянки падіння води.

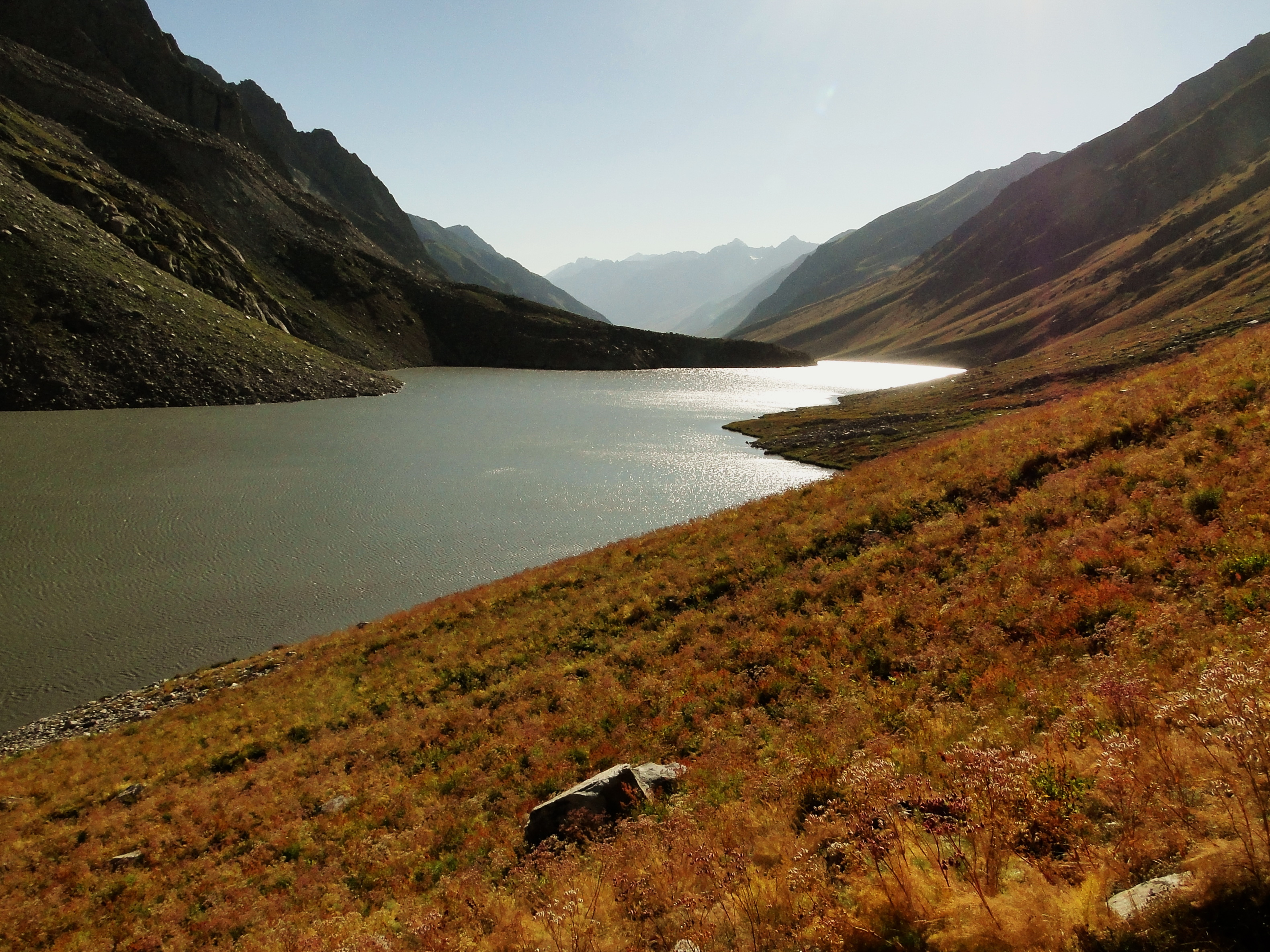
Руслове озеро Шабиркуль

## Течія річки

### Шавурсай
Шавурсай — верхів'я Ойгаїнга; він утворюється злиттям Тастарсая, Такмаксалди і, трохи нижче, Ішакульди. Ці невеликі водотоки починаються від льодовиків Пскемського хребта: Тастарсай — від льодовика Пахтакор, Такмаксалди — від безіменного карово-нависаючого льодовика, лівий витік Ішакульди — від льодовика Калесника, правий витік Ішакульди — від льодовика Козій.
Спочатку Шавурсай тече на північний захід уздовж хребта Таласький Ала-Тоо, далі повертає на схід, з деяким ухилом на південь. За поворотом на річці розташоване озеро Шабиркуль.
Ширина Шабирсая нижче від озера становить 11 м, глибина — 1,2 м. На річці є броди. Швидкість течії нижче від Шабиркуля становить 2,5 м/с.
За злиттям з річками Тастарсай (ліворуч) і Тюзашу (праворуч), яке відбувається практично одночасно, русло отримує назву Ойгаїнг.

### Середня і нижня течія
Отримавши назву Ойгаїнг, водотік далі орієнтується на північний схід і тече між Майдантальським хребтом (на північному заході) і Пскемським хребтом (на південному сході). Русло проходить серед рідколісся і чагарникових заростей.
У районі урочища Туякорин є брід. Ширина русла в середній течії (за впадінням Байкирака) складає 20 м, глибина — 50 см. Далі на березі річки стоїть сніголавинна станція Ойгаїнг. Поблизу станції розташований ще один брід і, перед впадінням значної притоки Коксу, — водомірний пост. Після підходу Коксу ширина русла досягає 30 м, глибина — 80 см. Після впадання притоки Аютор східний знову є брід. Далі, після впадання притоки Турагаїнг швидкість течії дорівнює 4,0 м/с. На берегах є ділянки деревної і, місцями, чагарникової рослинності.
В районі урочища Карабашкак Ойгаїнг повертає на південь, хоча потім східний ухил з'являється знову. За впадінням великої притоки Бештор ширина русла становить 16 м, глибина — 1,2 м.

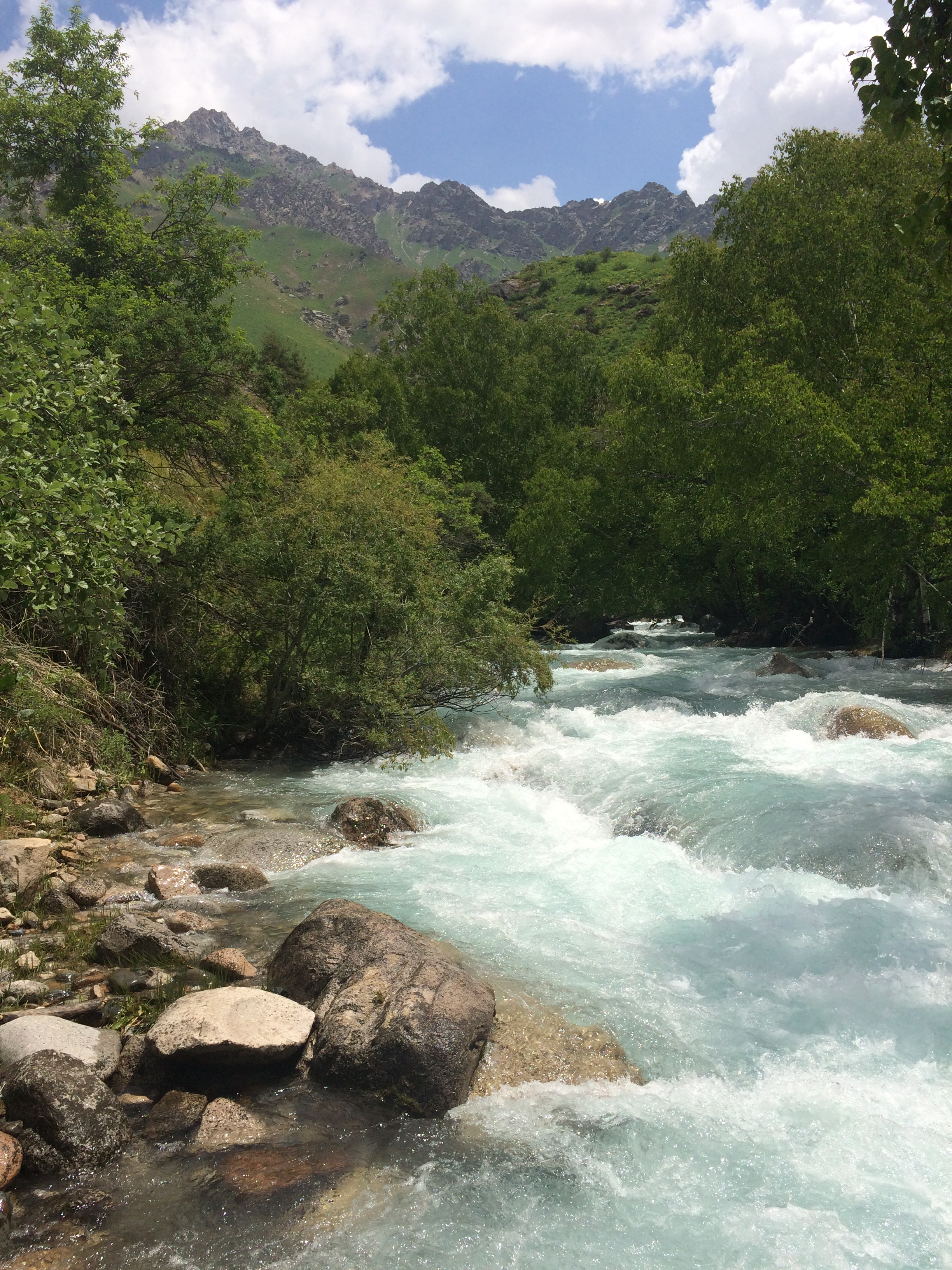
Бештор — найбільша ліва притока Ойгаїнга

Пройшовши між урочищами Сариджаяк і Кокренеат, Ойгаїнг зливається з Майданталом у річку Пскем. Поблизу злиття Ойгаїнга і Майдантала розташована метеостанція «Майдантал».
Уздовж всієї течії Ойгаїнга прокладено стежку (від пониззя до броду за Аютором Східним — по правому березі, вище — по лівому березі).

## Притоки Ойгаїнга
Ойгаїнг має більше 100 приток загальною довжиною близько 206 км. Середня висота водозбору дорівнює 2998 м, середній модуль стоку становить 27,2 л/с·км².
Найбільшою лівою притокою Ойгаїнга є річка Бештор. Великими притоками також є Тастарсай, Коксу, Байкираксай, Чиралма (всі — зліва).